# Gao gen xie xian sheng
Gao gen xie xian sheng (高跟鞋先生), conosciuto anche con il titolo internazionale Mr. High Heels, è un film del 2016 diretto da Ke Lu.

## Trama
Hang Yuan conosce Li Ruoxin fin dalla più tenera età, periodo nel quale si è anche innamorato dell'amica. Con il passare del tempo i due sono rimasti in contatto, tuttavia lei ha deciso di trasferirsi in Europa per studiare moda e affermarsi come stilista. Tornata a Pechino, Yuan decide di dichiararsi ed esprimere i suoi sentimenti; poco prima che inizi a parlare, l'amica afferma di avere scoperto che il suo fidanzato la tradiva, di sentirsi demoralizzata e di non avere intenzione di frequentare nessun altro uomo. Contemporaneamente e pur essendo eterosessuale, la giovane inizia a frequentare un locale notturno per lesbiche, nel quale gli uomini non sono ammessi; l'amico Lin Sensen consiglia allora a Yuan di travestirsi da donna e di dichiararsi a Ruoxin, approfittando del suo momento di confusione.
Il giovane segue i consigli dell'amico e si presenta nel locale travestito da donna; Ruoxin lo riconosce e si mostra arrabbiata per l'accaduto, di conseguenza Yuan finge di essere sua sorella gemella. Ruoxin diventa rapidamente amica dell'alter ego femminile di Yuan, con il quale riesce anche a vendicarsi del fidanzato traditore, durante le sue nozze; la scena viene però filmata e caricata su internet, tanto da far diventare Yuan una vera celebrità e costringerlo a continuare con il travestimento. In seguito a ciò Sami, amica di Ruoxin, si accorge della vera identità di Yuan e gli dice che è un codardo, ma non rivela comunque nulla all'amica. Yuan confessa infine la verità a Ruoxin la quale, dopo un primo momento di incertezza, afferma di ricambiare i suoi sentimenti e di volerlo sposare. I due celebrano così un matrimonio "ad abiti inversi", e danno alla luce il loro primo figlio.

## Distribuzione
In Cina, la pellicola è stata distribuita a partire dal 14 febbraio 2016 da Le Vision Pictures.